# پاتریک تلهوک
پاتریک تلهوک (هلندی: Patrick Tolhoek؛ زادهٔ ۲۶ ژوئن ۱۹۶۵) دوچرخه‌سوار اهل هلند است.